# Bree (Belgie)
Bree je belgické město v severovýchodní části vlámské provincie Limburk. 1. ledna 2006 zde žilo 14 503 obyvatel.

## Historie
Bree bylo jedno z 23 „dobrých měst“ (bonnes villes/Goede Steden) knížecího biskupství Lutych. V roce 1386 obdrželo městská práva. Původně bylo město obezděné a od okolí jej odděloval 7 metrů široký příkop. Částečně zrenovovaná opevněná věž stále odkazuje na svou středověkou minulost. V roce 1604 město neúspěšně napadlo 6 000 Španělů. Také Chorvati marně útočili. Princ z Nassau se musel do Bree dvakrát vrátit, než jej získal. Mnoho starých budov zmizelo v důsledku několika požárů, které Bree pustošily v letech 1601, 1616, 1697 a 1699.

## Pamětihodnosti
- Gotický kostel svatého Michaela
- Radnice
- Michielshuis
- St. Michaelskolleg, bývalý klášter a dnešní radnice
- De Gulden Tas, nejmenší belgická pražírna kávy

## Osobnosti
- Kim Clijstersová, tenistka, světová jednička
- Lei Clijsters, fotbalista, otec Kim
- Thibaut Courtois, fotbalový brankář Chelsea FC a belgické reprezentace
- Stefan Everts, motokrosový závodní, desetinásobný mistr světa
- Johnny Galecki, americký herec, který se v Bree narodil
- Bas Leinders, automobilový závodník a testovací pilot F1 týmu Minardi v roce 2004
- Max Verstappen, automobilový závodník, jezdec stáje Toro Rosso ve formuli 1

## Partnerská města
Bree uzavřelo partnerství se čtyřmi městy:
- Geldern, Německo
- Salomó, Španělsko
- Volpago del Montello, Itálie
- Jang-čou, Čína